# 신윤복필 풍속도 화첩
신윤복필 풍속도 화첩(申潤福筆 風俗圖 畵帖)은 대한민국 조선시대 후기인 18세기 말에 혜원 신윤복이 그린 풍속화를 엮은 연작 화첩으로, 조선시대의 대표적인 화첩으로 여겨진다. 혜원풍속도(蕙園風俗圖), 혜원풍속도첩(蕙園風俗圖帖), 또는 혜원전신첩(惠園傳神帖)이라고도 부른다.
이 화첩은 신윤복의 호인 혜원을 따서 붙여졌으며, 총 30장의 작품으로 구성되어있다. 일본으로 유출된 것을 1930년 간송미술관의 설립자인 간송 전형필이 일본 오사카의 한 고미술상에게서 사들여 새로 표구를 했다. 전형필과 함께 문화재 유출을 막는 데 큰 역할을 담당한 오세창이 표제와 발문을 썼다. 이 작품은 각기 가로 28cm, 세로 35cm이며 한지에 그림을 그리고, 짤막한 글과 함께 낙관이 곁들여져있다. 주로 한량과 기생의 모습을 솔직하게 그려냈으며, 18세기 말의 풍속과 복식을 엿볼 수 있다. 이 작품은 대한민국에서 국보 제135호로 지정되었으며, 현재 서울 성북구 간송미술관에서 소장하고 있다.

## 그림

### 소년전흥

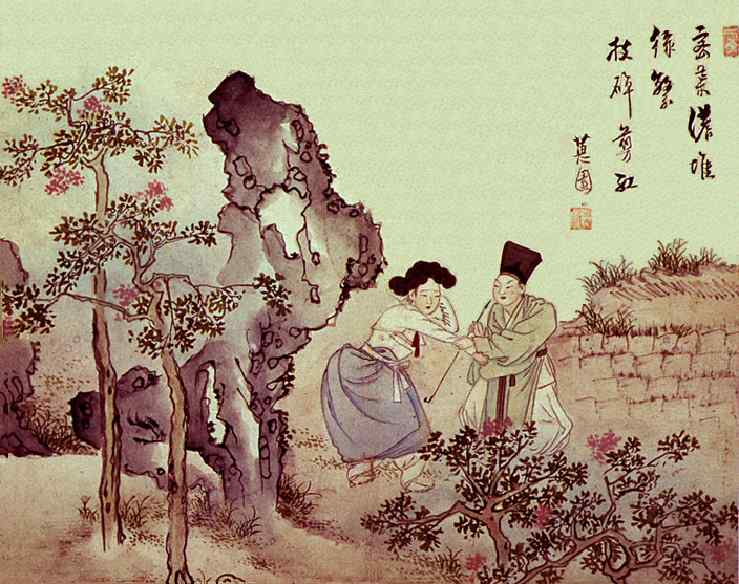

소년전홍(少年剪紅, 젊은이가 붉은 꽃을 꺾다)

### 춘색만원

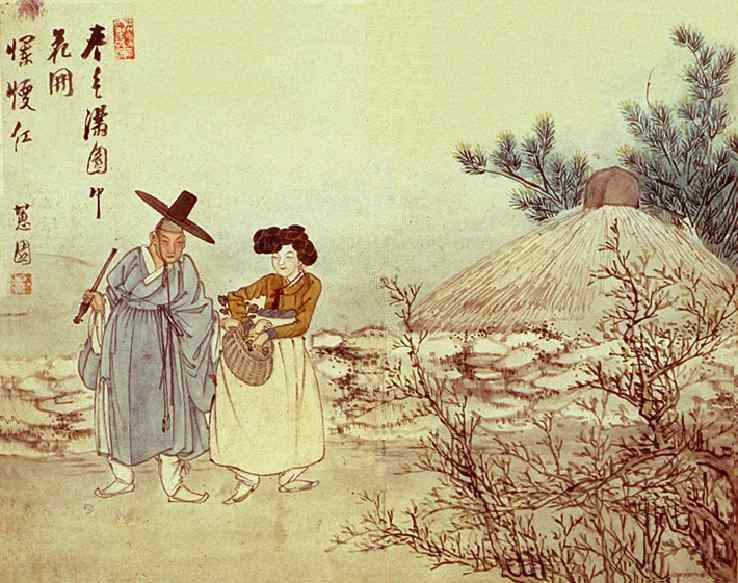

춘색만원(春色滿園, 봄기운이 뜰에 만연하다)

### 정변야화

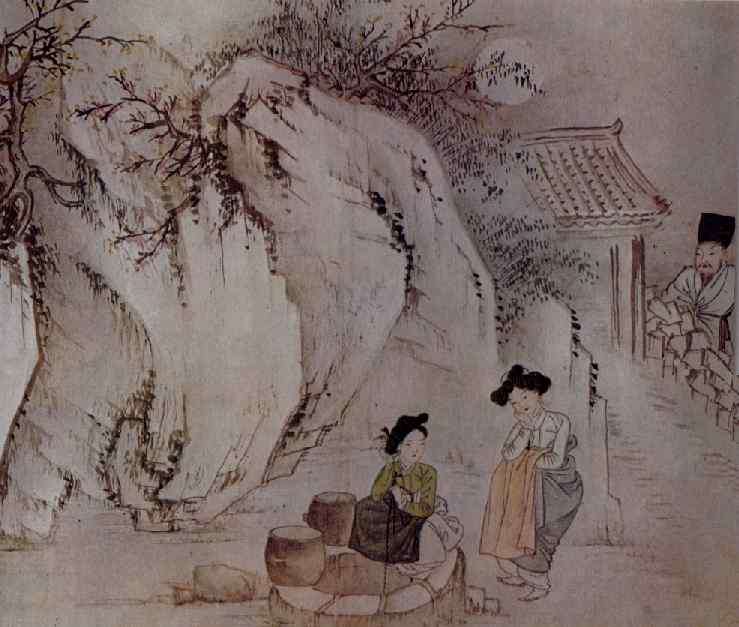

정변야화(井邊夜話, 밤 우물가에서 이야기하다)

### 이부탐춘

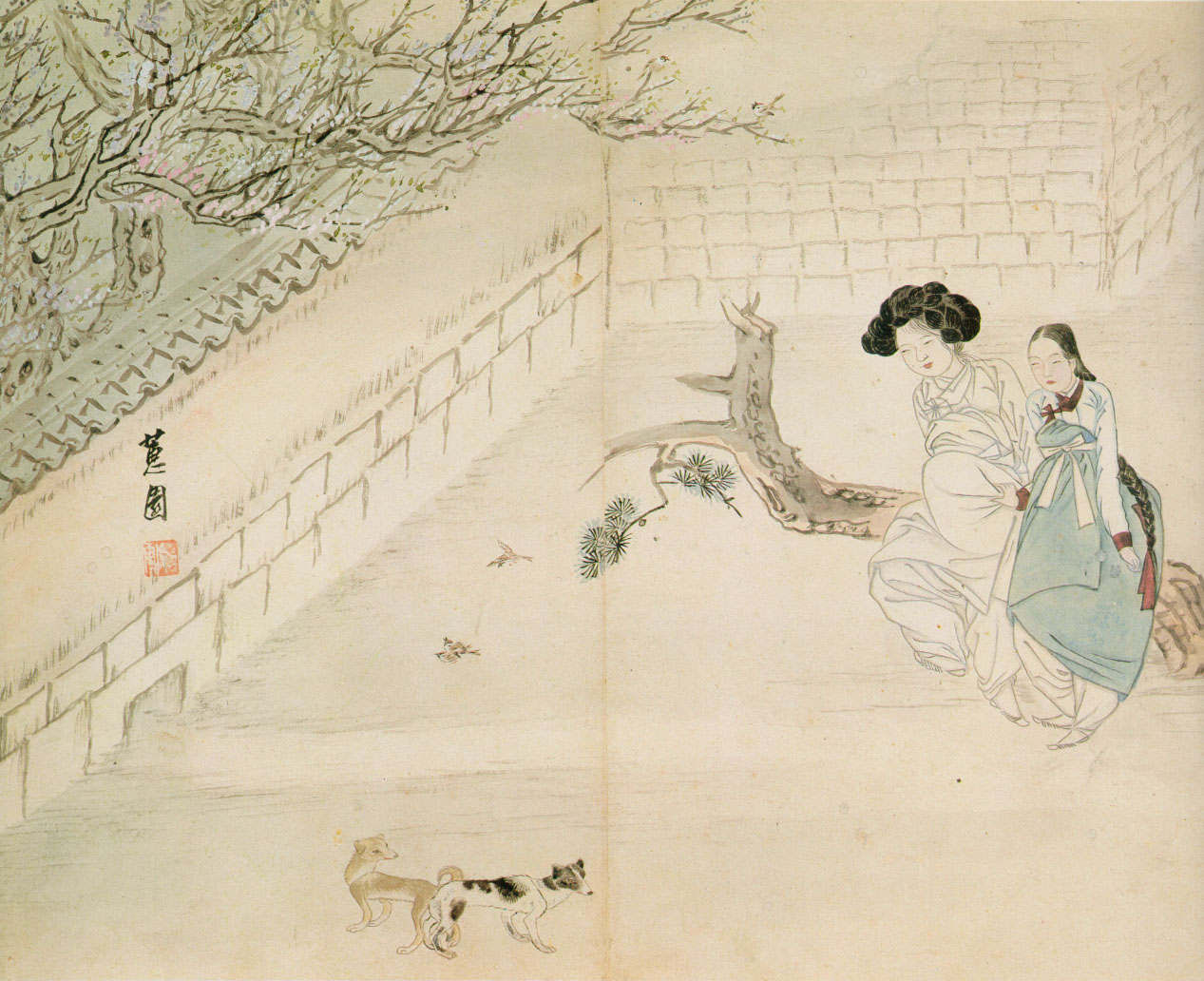

### 주사거배

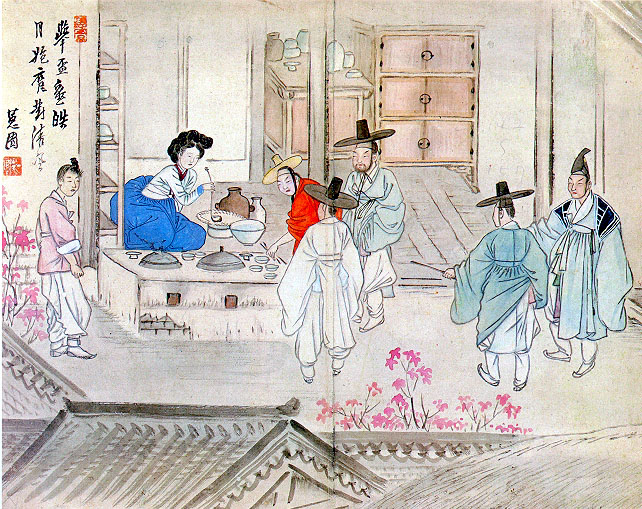

주사거배(酒肆擧盃, 주사에서 술을 마시다)

### 홍루대주

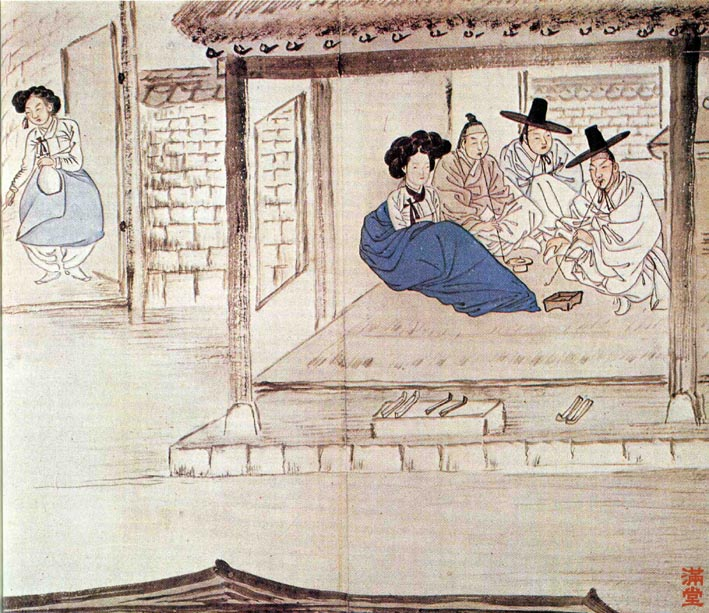

홍루대주(紅樓待酒, 홍루에서 술이 나오길 기다리다)

### 연소답청

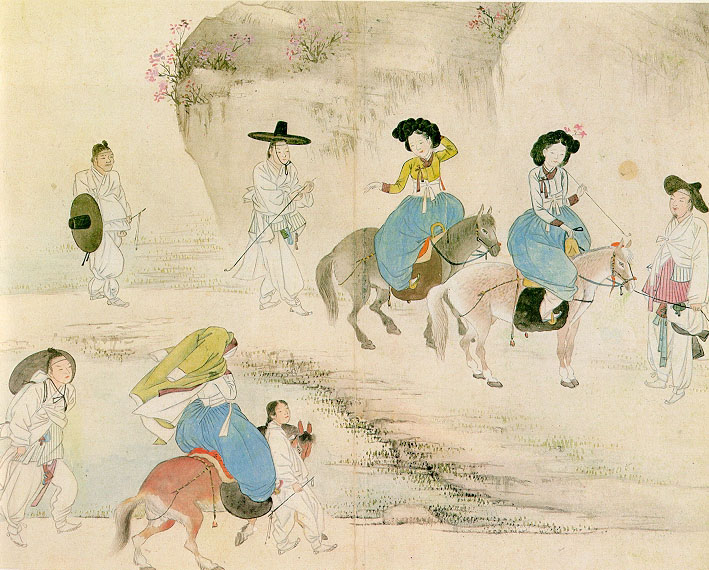

연소답청(年少踏靑, 젊은이들의 봄 나들이)

### 상춘야흥

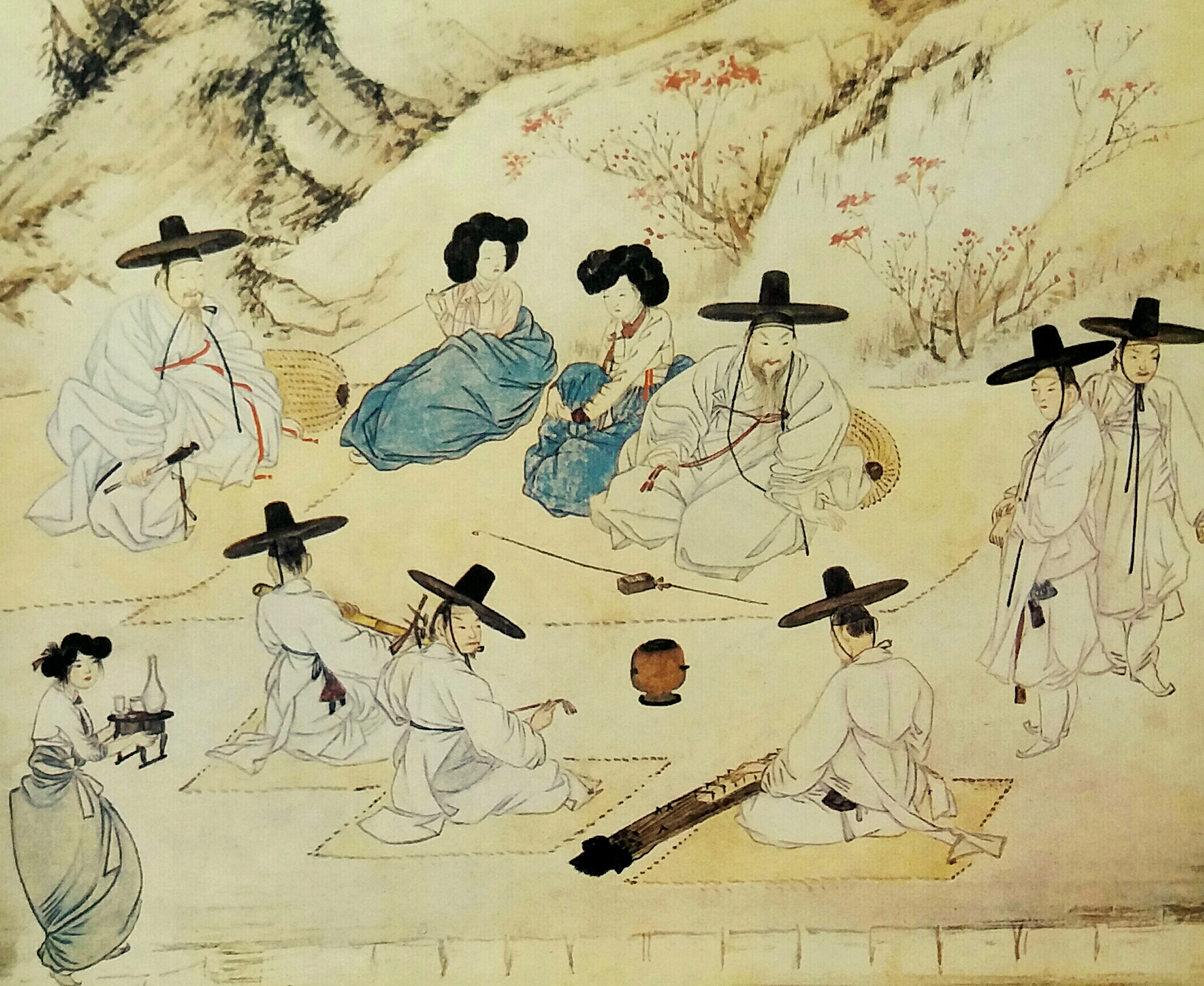

상춘야흥(賞春野興, 무르익은 봄날의 들판에서 여흥을 즐기다)은 후원에서 악기 연주회를 즐기는 한량을 묘사하고 있다.

### 쌍검대무

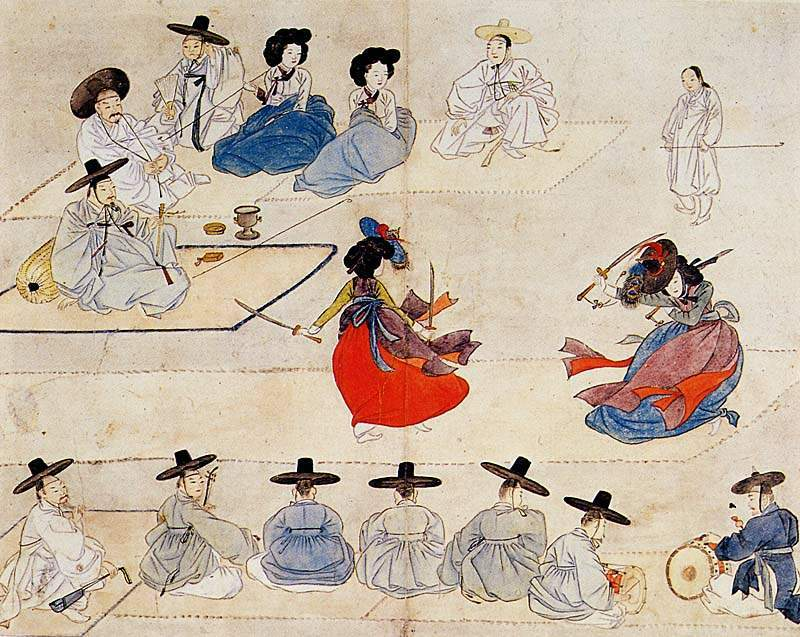

쌍검대무(雙劍對舞, 양손에 칼을 들고 대작하여 춤을 추다)는 기생 두 명의 검무를 묘사한 그림이다.

### 무녀신무

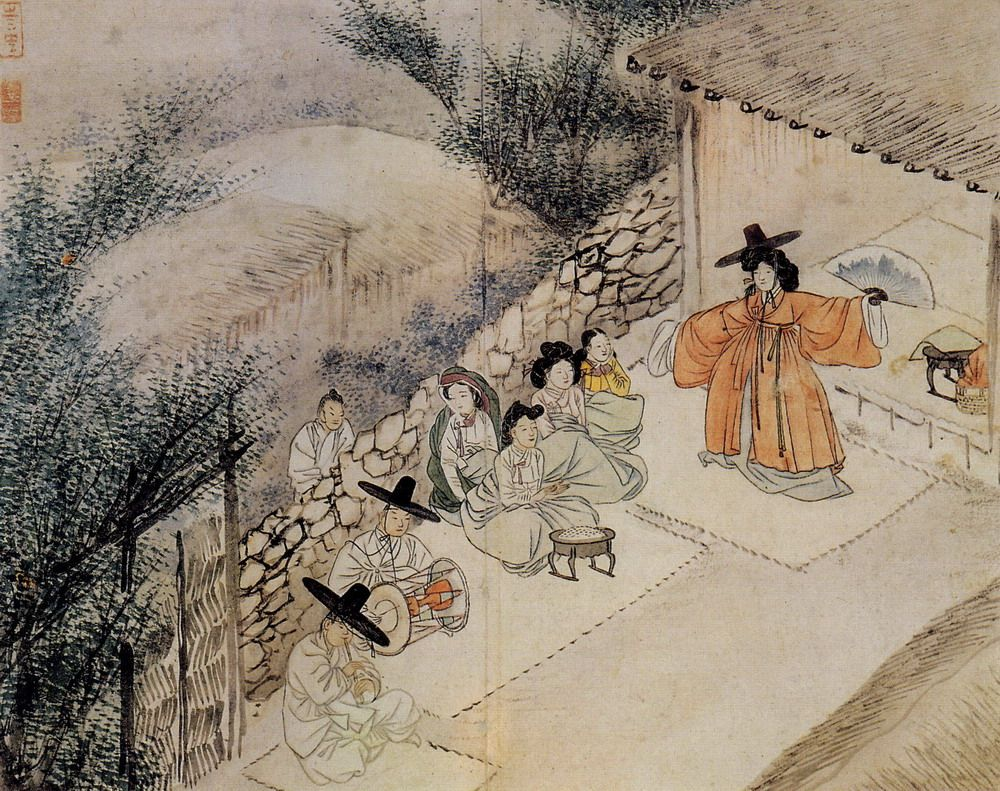

무녀신무(巫女神舞, 무당이 신들린 춤을 추다)

### 납량만흥

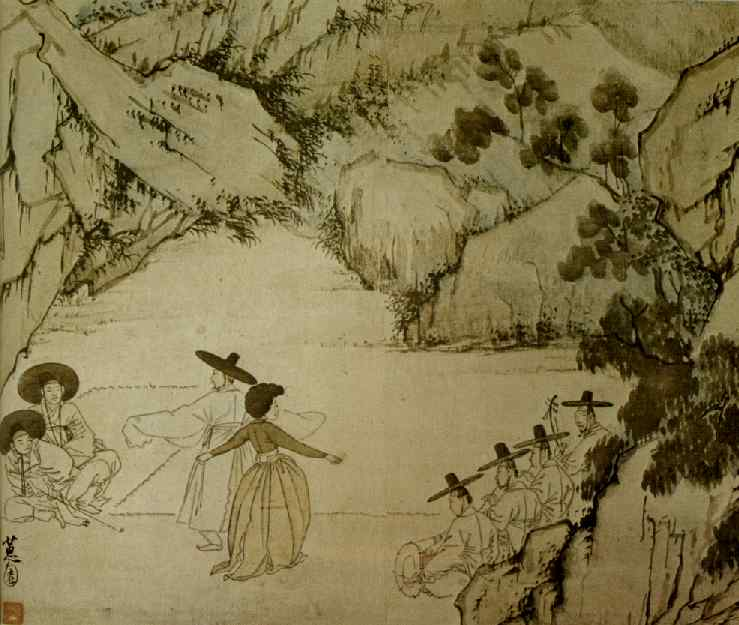

납량만흥(納凉漫興, 피서지에서 흥이 무르익다)
산 속에서 기생과 가무를 즐기는 양반을 묘사한 그림이다.

### 노상탁발

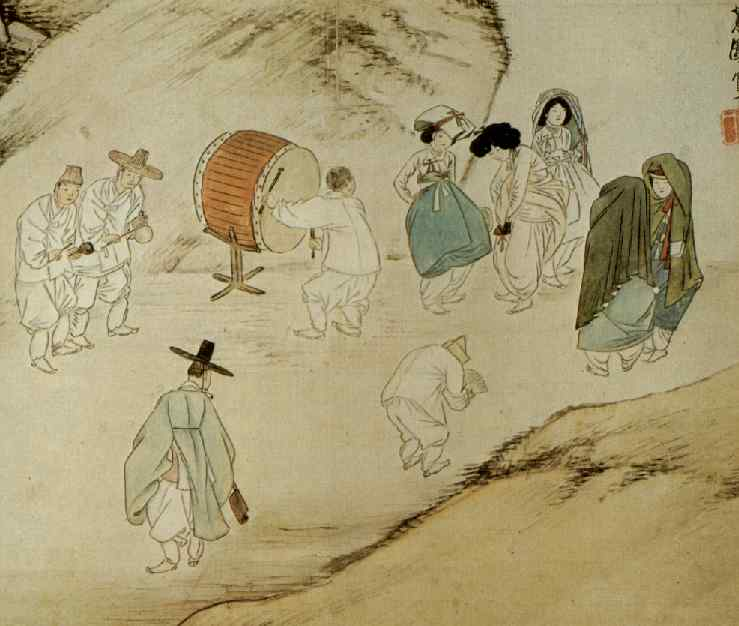

노상탁발(路上托鉢, 길거리 탁발)

### 청금상련

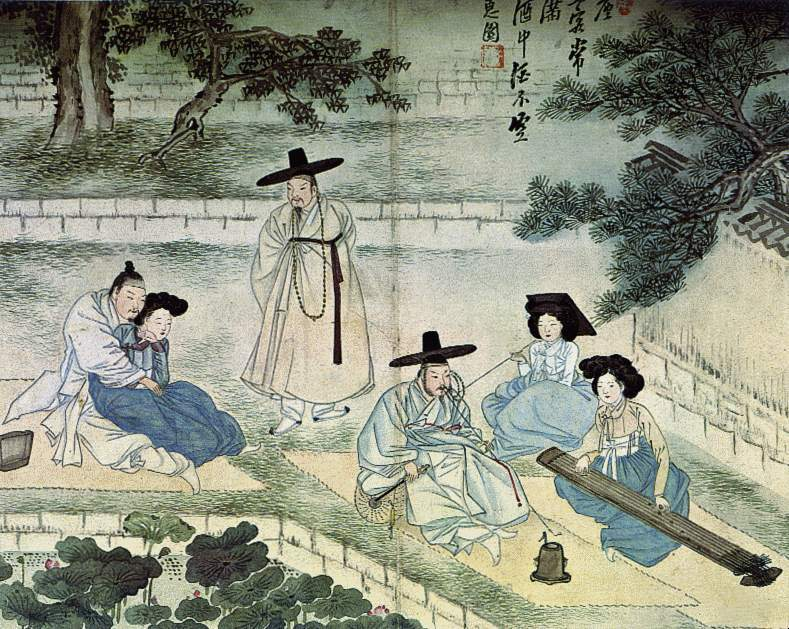

청금상련(聽琴賞蓮, 가야금을 들으며 연을 구경하다), 혹은 연당야유(蓮塘野遊, 연못 야유회)는 기생을 끼고 연못 구경을 하는 양반을 묘사한 그림이다.
화제는 다음과 같다:
座上客常滿
酒中酒不空
이는 공융의 말인 “자리엔 항상 가득하고 항아리엔 술이 비지 않는다”(坐上客恒滿 樽中酒不空)에서 온 것이다.

### 이승영기

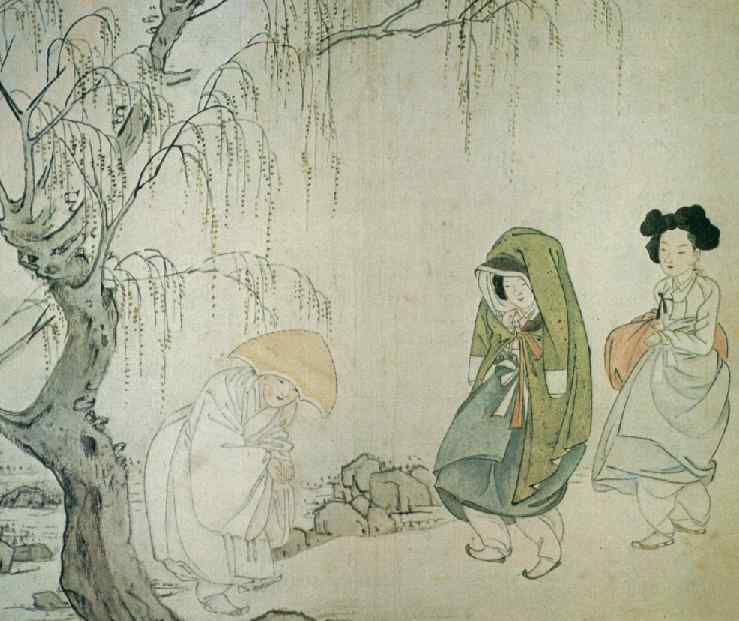

이승영기(尼僧迎妓, 비구니가 기녀를 맞이하다)

### 문종심사

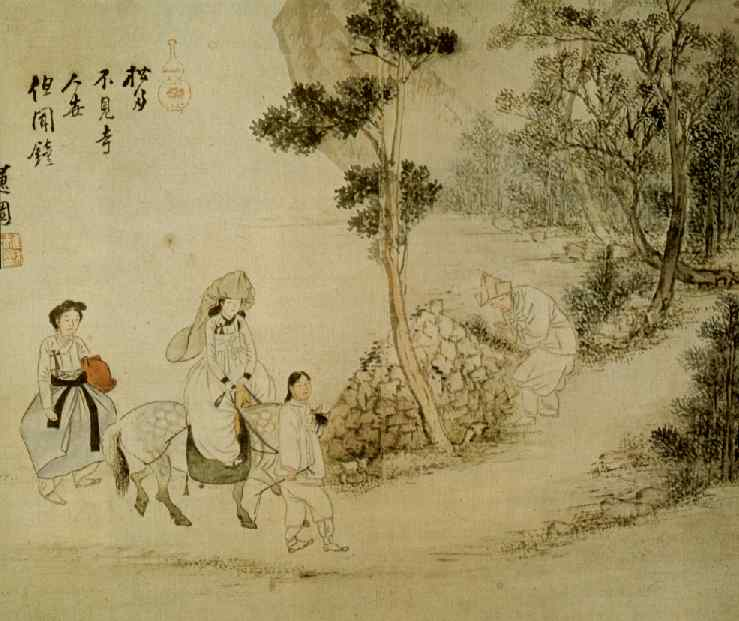

문종심사(聞鍾尋寺, 종소리를 들으며 절을 찾아가다)

### 주유청강

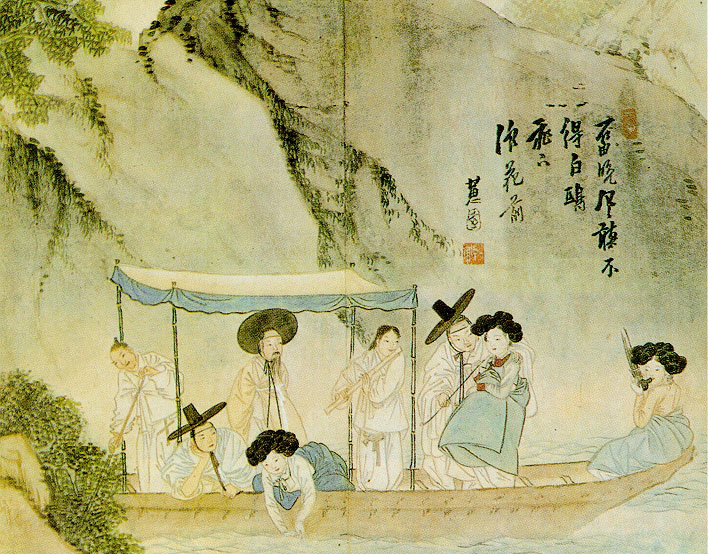

주유청강(舟遊淸江, 맑은 강 위에서 뱃놀이를 하다)
화제는 다음과 같다:
一笛晩風聽不得 피리는 늦바람에 들리지 아니 들리지만
白驅飛下浪花前 흰갈매기 꽃물결 앞으로 날아 내려온다

### 계변가화

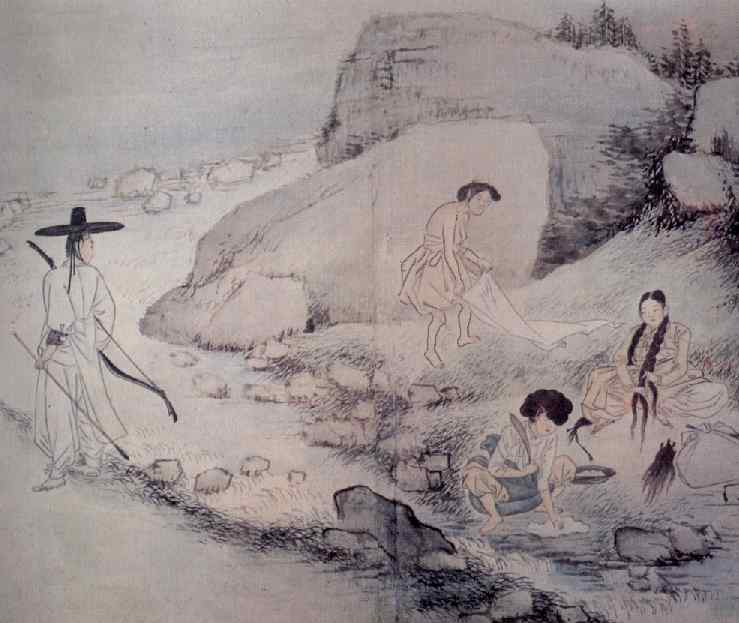

계변가화(溪邊街話, 시냇가의 이야기)

### 단오풍정

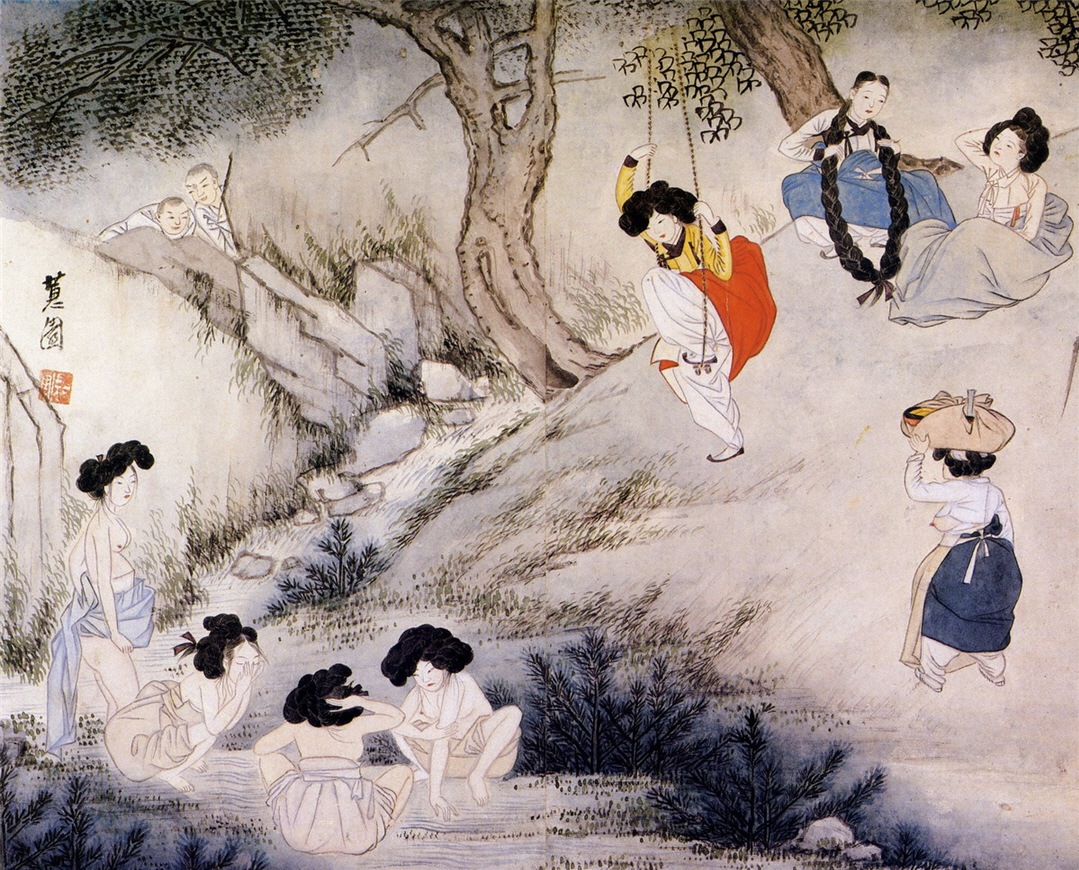

단오풍정(端午風情, 단오날의 풍경)

### 휴기답풍

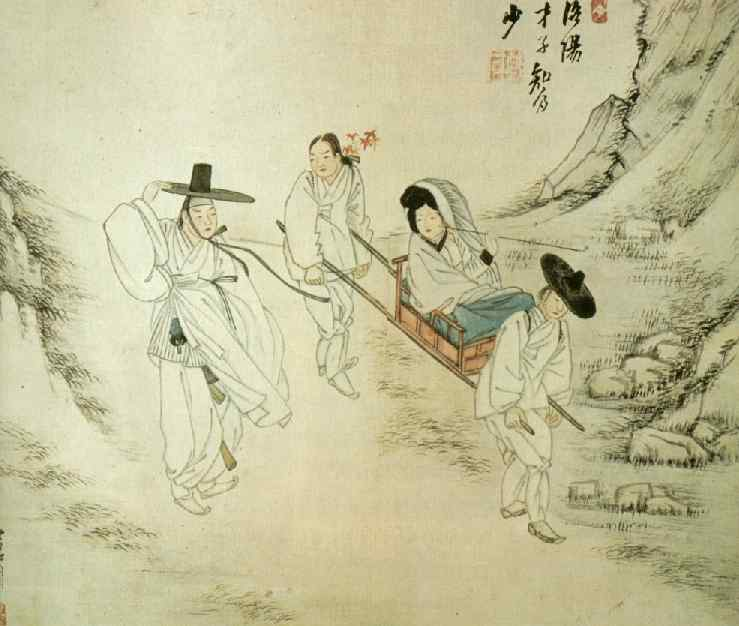

휴기답풍(携妓踏楓, 기녀를 태우고 단풍을 밟고 지나간다)

### 월야밀회

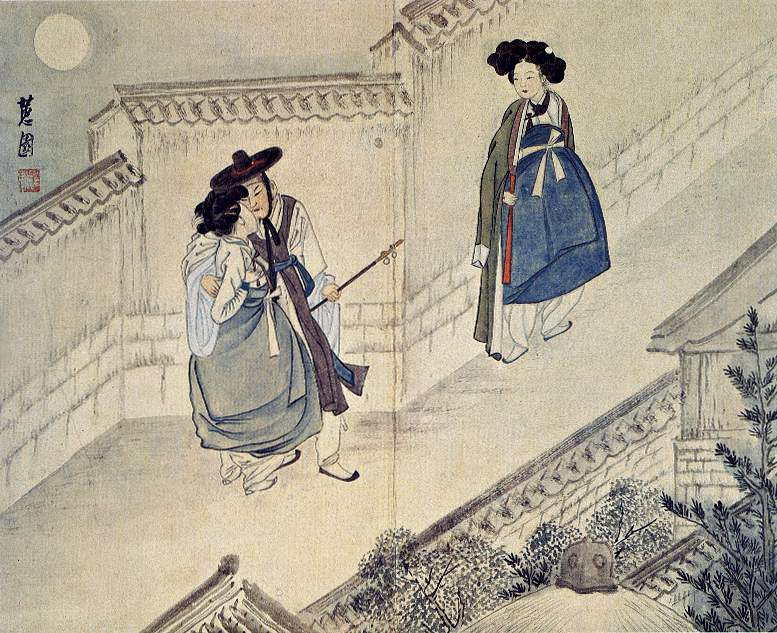

월야밀회(月夜密會, 달 뜬 밤의 밀회)

### 삼추가연

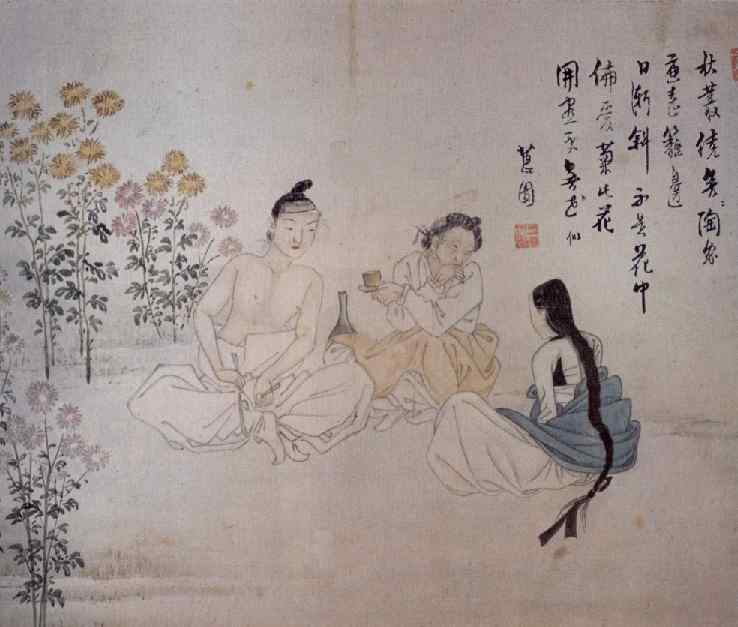

삼추가연(三秋佳緣, 세 명이 가을에 맺은 아름다운 인연)

### 쌍륙삼매

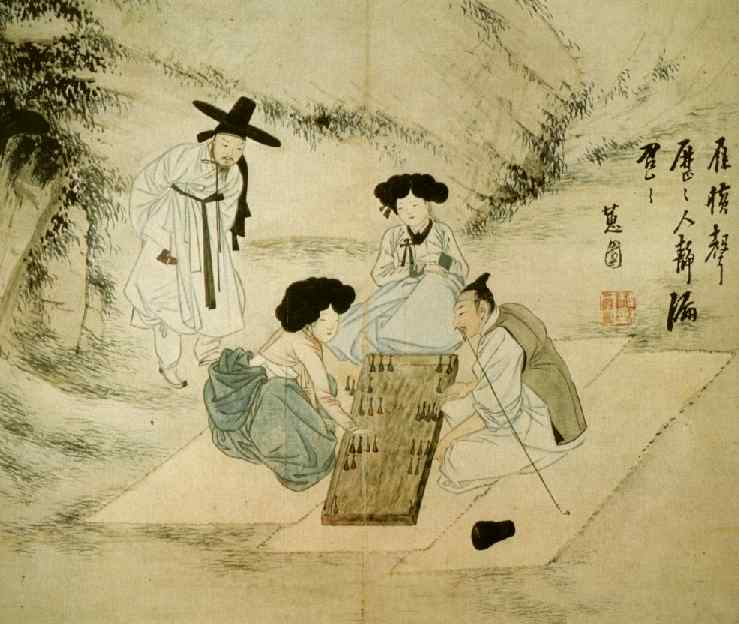

쌍륙삼매(雙六三昧, 쌍륙에 푹 빠지다)

### 기방무사

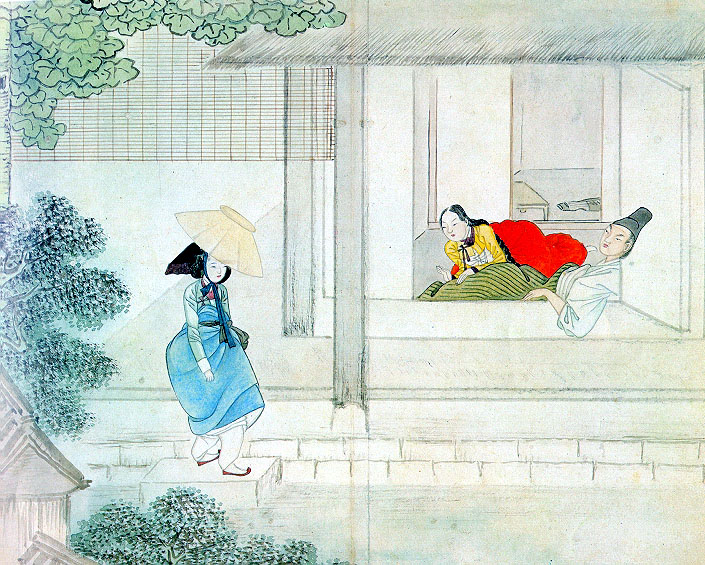

기방무사(妓房無事. 기방 안에서 아무 일도 일어나지 않았다)

### 노중상봉

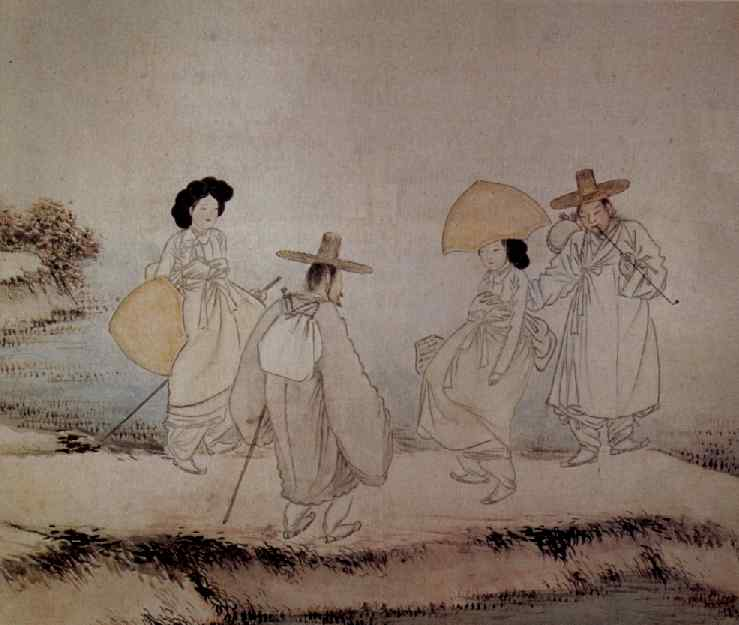

노중상봉(路中相逢, 길가에서 만나다)

### 청루소일

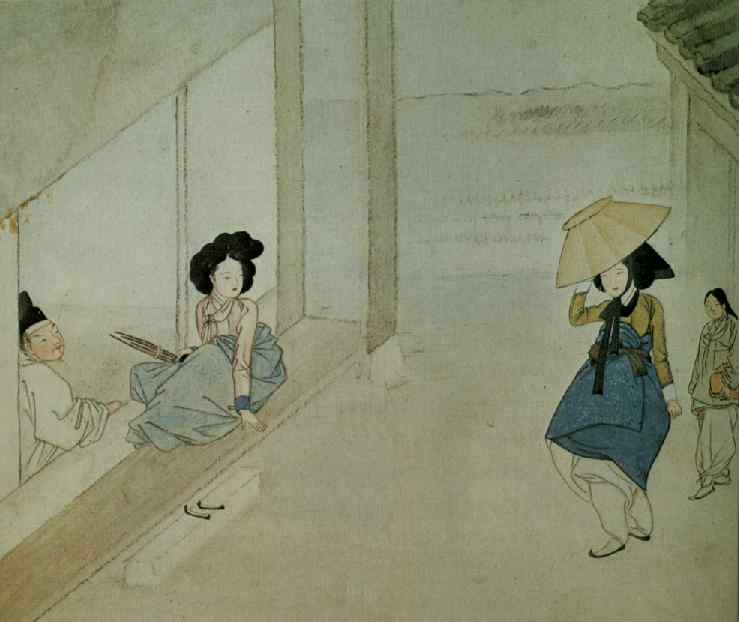

청루소일(靑樓消日, 청루에서 시간을 보내다)

### 표모봉욕

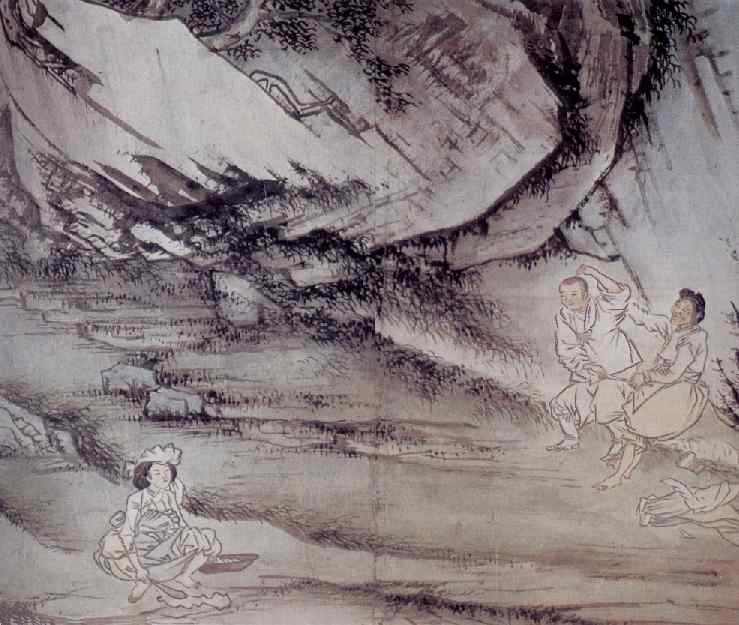

표모봉욕(漂母逢辱, 세탁하는 여인이 욕된 일을 당하다)

### 야금모행

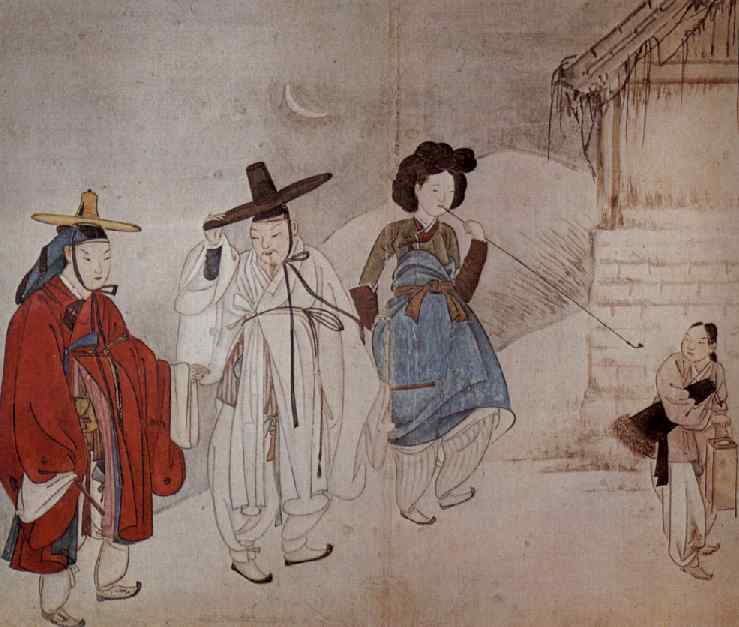

야금모행(夜禁冒行, 심야에 금지를 무릅쓴 나들이)

### 월하정인

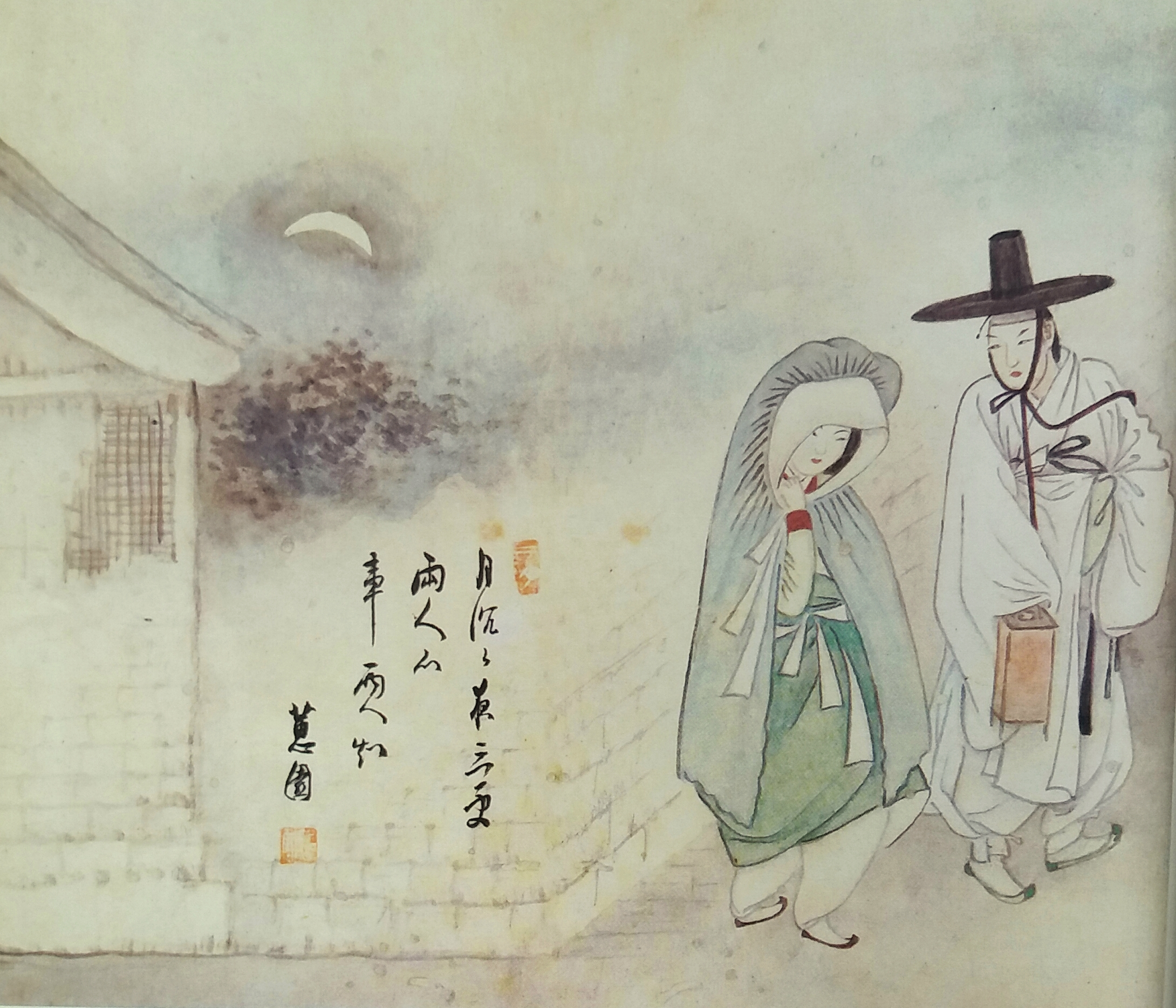

월하정인(月下情人, 달 아래의 연인)
화제는 다음과 같다.
月沈々夜三更 달 흐릿한 밤 삼경
兩人心事兩人知 두 사람의 마음은 두 사람만 알리라
두번째 글귀는 김명원의 시 월하정인에서 온 것이다.
2011년 천문학자 이태형은 초승달 모양의 달이 위를 향하여 볼록할 수가 없다는 점을 들어 이 그림이 월식을 그린 그림이라고 주장했다. 그리고 신윤복의 활동 시기, ‘삼경’이라는 글귀와 달의 고도, 당시 날씨 기록 등을 근거로 이것이 1793년 8월 21일 일어난 부분월식이라고 추정했다.

### 유곽쟁웅

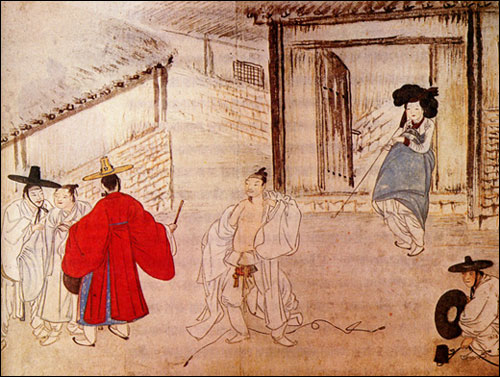

유곽쟁웅(遊廓爭雄, 유곽에서 싸움이 벌어지다)

### 임하투호

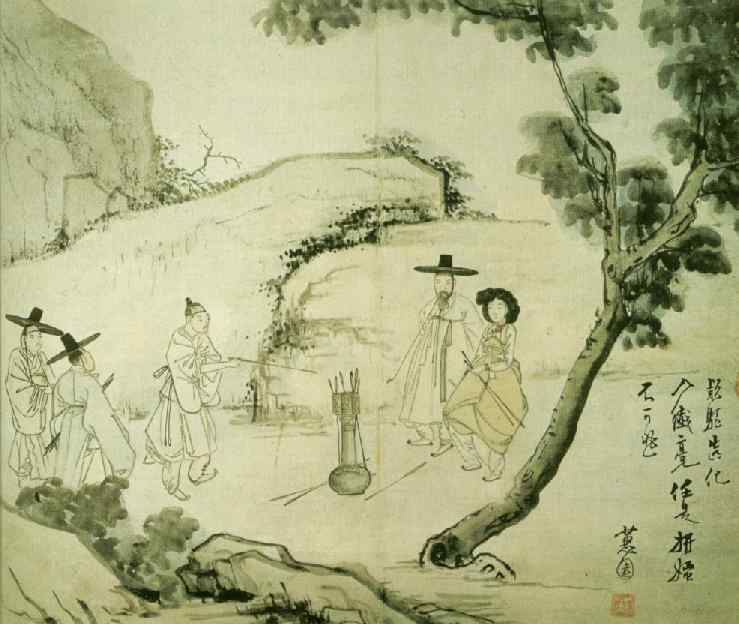

임하투호(林下投壺, 수풀 아래서 투호놀이를 하다)

## 같이 보기
- 한국화
- 화가
- 금강전도
- 인왕제색도

## 참고 자료
- 申潤福 (1974 복제). 《蕙園傳神帖》. 探求堂.
- 신윤복필 풍속도 화첩 - 국가유산청 국가유산포털

1. ↑  http://kansong.org/collection/yeonsodapchung/
2. ↑  “천문학이 밝힌 '월하정인' 제작시점은?”. 《연합뉴스》. 2011년 7월 2일.